# Philemon inornatus
Philemon inornatus е вид птица от семейство Meliphagidae.

## Разпространение
Видът е разпространен в Индонезия и Източен Тимор.